# Kahina

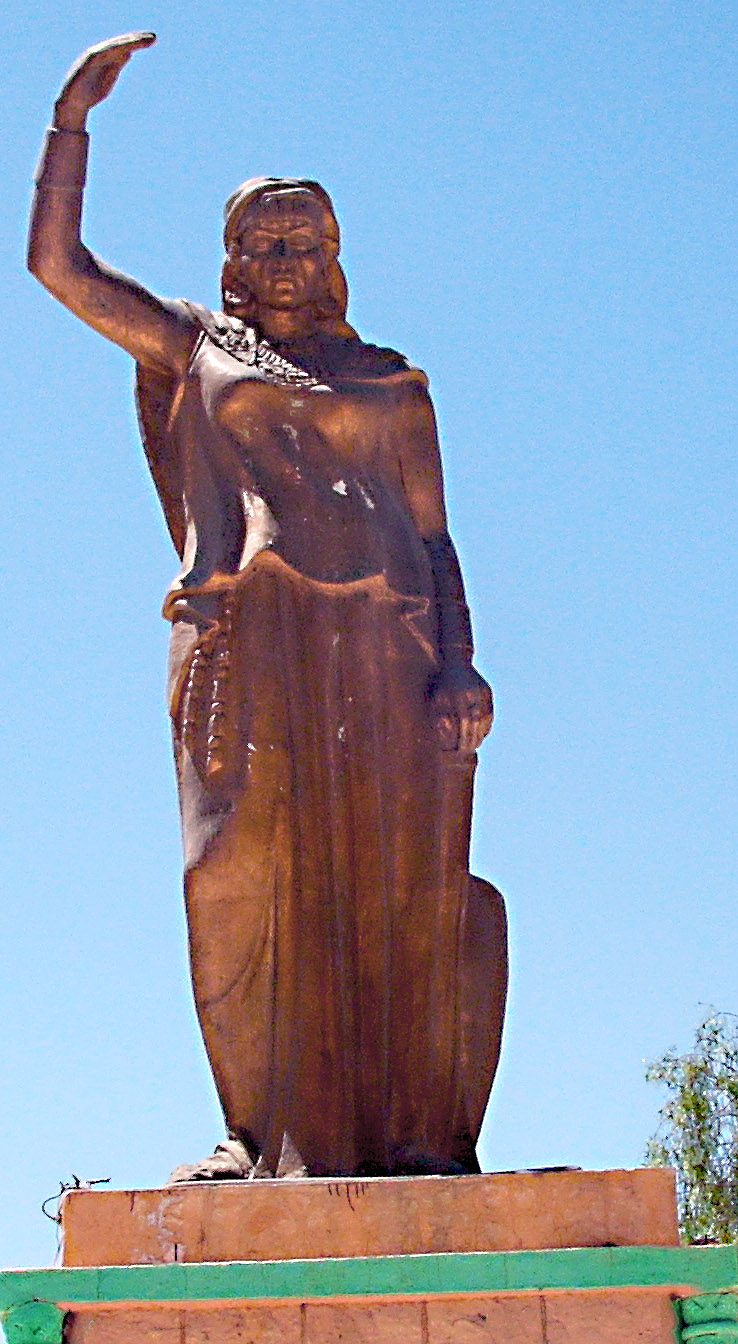
Estatua de la reina Dihia en Khenchela.

Kahina, cuyo verdadero nombre habría sido Dihia o Dahia (tifinagh: ⴷⵉⵀⵢⴰ), fue una reina y guerrera bereber zenata y de la tribu Yarawa que combatió la expansión islámica en el norte de África durante el siglo VII. En tal lucha ha sido la principal protagonista, junto con Kusaila. 
Llamada al-Kāhina, que en árabe significa "la adivina", es el nombre con el cual es conocida. Dihia, nombre bereber del cual Dahyā, Dāhiya, Damya, Dāmiya o Dahya pudieran ser variaciones ortográficas. Era hija de Tatīt o Mātiya (Mateo), hijo de Tifān (Teófano), por lo cual queda constancia de su pertenencia a una familia bereber romanizada y cristiana. Fue reina de las tribus nómadas de los Yarawa, y la principal figura de la resistencia a la invasión árabe en el territorio actualmente llamado Magreb entre 695 y 705, partiendo de los montes del Aurés (en el noreste de la actual Argelia).

## Historia
En los comienzos de la llegada de los árabes al norte de África, esto es a mediados del siglo VII, los pueblos romanizados y cristianizados de la Berbería oriental y central decidieron resistir liderados por Kusaila. Este entró en guerra contra el general árabe Uqba ibn Nafi. Luego de la muerte de Kusaila ocurrida en 688, le correspondió a Dihia liderar la resistencia bereber.

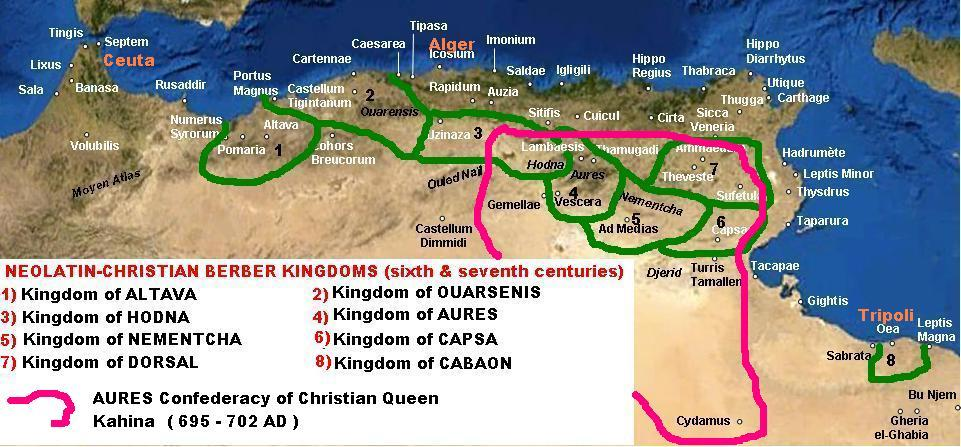
Kahina lideró la lucha de los romanizados y cristianizados reinos berberes contra los invasores árabes con su "Confederacion del Aures".

Los historiadores musulmanes la han descrito como bella en su juventud, de abundante y larga cabellera y madre de tres hijos (una hija llamada Khenchela). Estas características se solían atribuir a las hechiceras, y fue uno de los motivos para el apodo kahina, procedente del radical [khn] que frecuentemente corresponde a quienes se considera adivinadores del futuro. En efecto, los árabes llegaron a creer que Dihia podía predecir el futuro.

Cuando Kahina comienza a destacarse en política era ya viuda y quizás bastante anciana (según Ibn Jaldún tenía ya 67 años), siendo integrante de una familia noble. Tras haber participado en la lucha contra las tropas del Califato Omeya en Tehuda (683), donde murió Uqba ibn Nafi, Kahina se puso al frente de sus tropas contra los refuerzos árabes enviados desde el Oriente en el año 688 al mando del valí de Egipto, Hasan ibn al-Nu'man, contra bereberes y bizantinos.
La batalla se libró en 689 AD cerca del uadi Nini (próximo a la localidad hoy llamada Khenchela). Otra importante victoria fue la de Meskiana en Oum el-Bouaghi, en la que los árabes fueron derrotados por Kahina y perseguidos hasta Tripolitania e incluso Cirenaica (en el norte de la actual Libia). 
Kahina retornó al Aurés tras estas victorias, donde adoptó -siguiendo las reglas bereberes de la anaia (protección)- a uno de sus prisioneros árabes llamado Jālid ibn Yazīd. 
Las tropas del califa lograron una posición mucho más ventajosa en 698 al tomar Cartago derrotando a los bizantinos en el norte de África. Los hombres de Kahina, convencidos de que los árabes marchaban a su territorio atraídos por las riquezas agrícolas del mismo, decidieron entonces practicar una táctica de tierra quemada, según el relato de Bayān. Los cultivadores de la costa fueron hostiles a tal táctica según comentan Ibn Jaldún y el Bayān, abandonando así a Kahina y enviando emisarios (según el historiador Ali ibn al-Athir) al emir Hasan ibn al-Nu'man para pedirle que interveniera. Por otra parte, su hijo adoptivo Jālid, informaba a los árabes de los movimientos de los bereberes.
Debilitada por tales defecciones, Kahina sufrió una derrota y buscó refugio en una ciudadela bizantina en las proximidades de Biskra. Sin embargo, se vio constreñida a una ulterior retirada afrontando una última batalla en Tarfa. Allí Kahina fue muerta en la localidad que conserva el apodo que le dieran los árabes: Bi'r al-Kāhina ("Oasis de la Kahina").
En la vigilia del último combate, Kahina habría pedido (según Ibn Jaldún) a sus dos hijos que se aliaran con los vencedores. Por consiguiente, el emir Hasan nombró, tras la conversión de estos al islam, al hijo mayor gobernador del Aurés, y al otro hijo jefe de las milicias yarawa.
Las circunstancias de la muerte de Dihia son controvertidas. Según algunas versiones murió combatiendo, según otras fue capturada y se suicidó con veneno, según otras fue decapitada y su cabeza llevada al califa omeya. También es altamente improbable la edad de su muerte (se sospecha que falleció entre 690s o 700s, con 702 o 703 como el año más probable, pero la fecha de nacimiento es poco precisa) que según cronistas musulmanes habría sido entre los 127 y 135 años, aunque más cierta puede ser la edad de 85 años.